# ヒカリノキセキ/未来への扉
「ヒカリノキセキ/未来への扉」（ヒカリノキセキ/みらいへのとびら）は、eyelisの楽曲。ユニットの2枚目のシングルとして2012年12月19日にジェネオン・ユニバーサル・エンターテイメントから発売された。

## 概要
OVA『神のみぞ知るセカイ 天理篇』前篇「再会」の主題歌「ヒカリノキセキ」、後篇「邂逅」の主題歌「未来への扉」を両A面として収録したシングル。eyelisのシングルとしては前作「CAN'T TAKE MY EYES OFF YOU」に続き2ヶ月連続のリリースとなる。
ヴォーカルは川崎里実が担当する。
ジャケットは同アニメ原作者・若木民喜描きおろしイラスト。
販売形態は初回限定盤（GNCA-0195）と通常盤（GNCA-0196）の2種類。初回限定盤には同OVAのノンクレジット主題歌映像を収録したDVDが同梱されている。

## シングル収録内容
| 全編曲: 前口渉。 |                                    |           |            |       |
| #                | タイトル                           | 作詞      | 作曲       | 時間  |
| 1.               | 「ヒカリノキセキ」                 | 漆野淳哉  | 佐々倉有吾 | 4:40  |
| 2.               | 「未来への扉」                     | 西田恵美  | 渡辺拓也   | 4:33  |
| 3.               | 「ヒカリノキセキ（OVA EDIT）」     |           |            | 2:01  |
| 4.               | 「未来への扉（OVA EDIT）」         |           |            | 1:43  |
| 5.               | 「ヒカリノキセキ（Instrumental）」 |           |            | 4:40  |
| 6.               | 「未来への扉（Instrumental）」     |           |            | 4:29  |
| 合計時間:        | 合計時間:                          | 合計時間: | 合計時間:  | 22:07 |

| #  | タイトル                                                                              | 作詞 | 作曲・編曲 |
| -- | ------------------------------------------------------------------------------------- | ---- | ---------- |
| 1. | 「ヒカリノキセキ」(OVA「神のみぞ知るセカイ 天理篇〜再会〜」 ノンクレジット主題歌映像) |      |            |
| 2. | 「未来への扉」(OVA「神のみぞ知るセカイ 天理篇〜邂逅〜」 ノンクレジット主題歌映像)     |      |            |